# Аполлон із Пйомбіно
Аполлон із Пйомбіно (італ. Apollo di Piombino) або Курос із Пйомбіно (італ. Kouros di Piombino) — давньогрецька бронзова статуя, виконана в пізньоархаїчному стилі заввишки 115 см, яка зображує Аполлона у вигляді куроса або юнака, також це може бути скульптура юнака, який поклоняється богу або приносить йому жертву. Бронза інкрустована міддю в області губ, брів та сосків юнака. Відсутні очі були зроблені з іншого матеріалу, можливо з кістки або слонової кістки.
Статуя була знайдена в 1832 в Пйомбіно (давньоримська Популонія в Етрурії), в гавані біля південно-західного мису. Її придбали для музею Лувра в 1834 році. Архаїчний стиль статуї привів таких вчених, як Рейнгард Лулліс і Макс Гірмер, до висновку, що часом її створення має бути V столітті до н. е.., а місце створення — Велика Греція, тобто область еллінської культури у Південній Італії. Кеннет Кларк проілюстрував зображенням статуї свою роботу 1956 року «Нагота в мистецтві», Карл Шефольд включив її в працю «Шедеври грецького мистецтва» («Meisterwerke Griechischer Kunst», 1960). Зліпки «Аполлона із Пйомбіно» перебувають в університетських та музейних колекціях; один із них є і в самому Пйомбіно.
Італійська археологиня Брунілда Ріджвей в 1967 довела, що ця статуя була насправді підробкою I століття до н. е., розрахованою на споживача з витонченим смаком, здатного оцінити архейську скульптуру. Про це свідчить інкрустований сріблом на лівій нозі давньогрецький напис про посвяту статуї Аполлона богині Афіні (що є нонсенсом).
Два скульптори, які створили цю підробку, не могли утриматися від того, щоб не сховати всередині скульптури свинцеву смугу з їхніми іменами, яку знайшли, коли проводили реставрацію. Одним із них був емігрант із Тіру на Родосі. Аналогічну статую виявили в 1977 в Помпеях, в будинку Гая Юлія Полібія, що підтверджує гіпотезу про підробку, зроблену для римського замовника в I столітті до н. е..